# Zákányszék
Zákányszék is een plaats (község) en gemeente in het Hongaarse comitaat Csongrád. Zákányszék telt 2800 inwoners (2002).